# Program Voyager

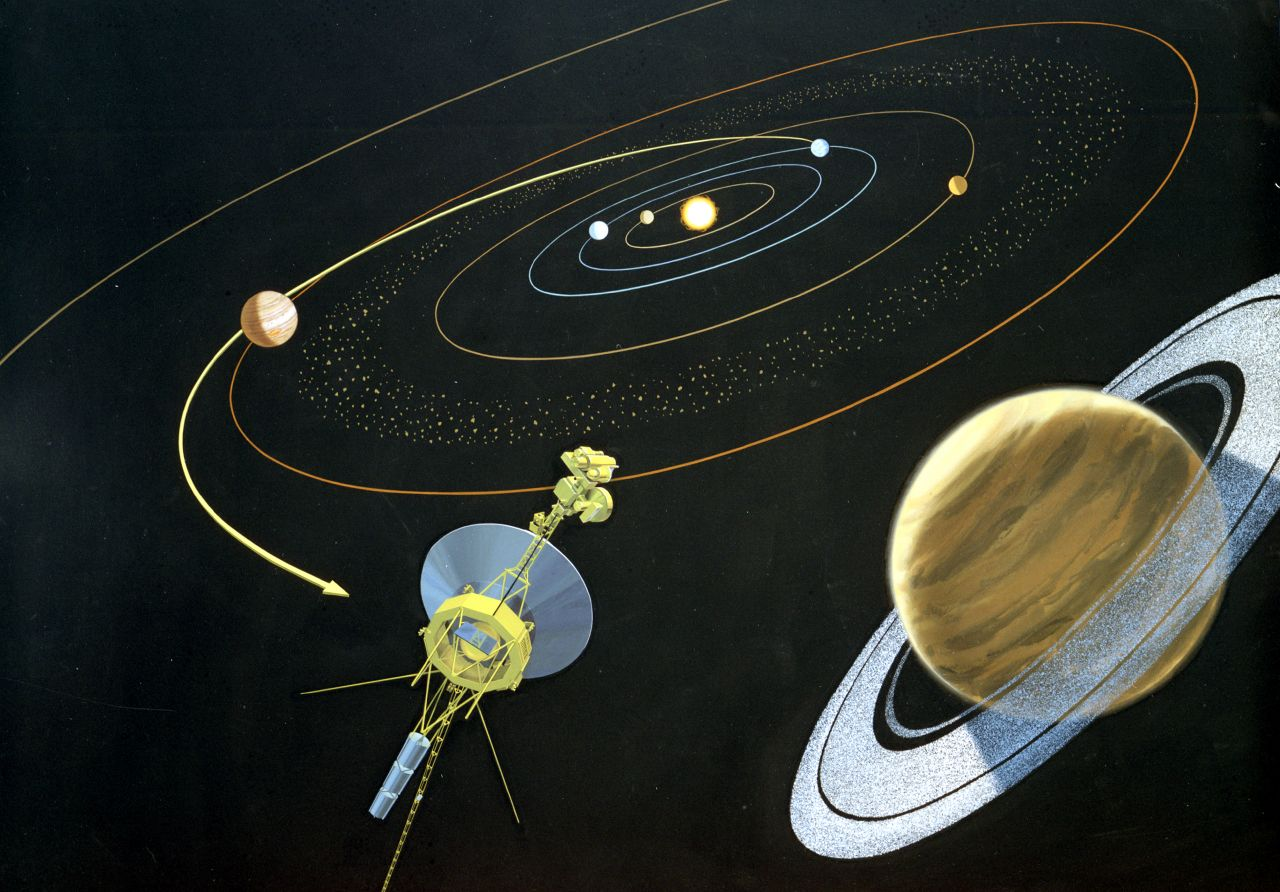
Artystyczna wizja misji Mariner Jupiter/Saturn 1977 z 1975 roku

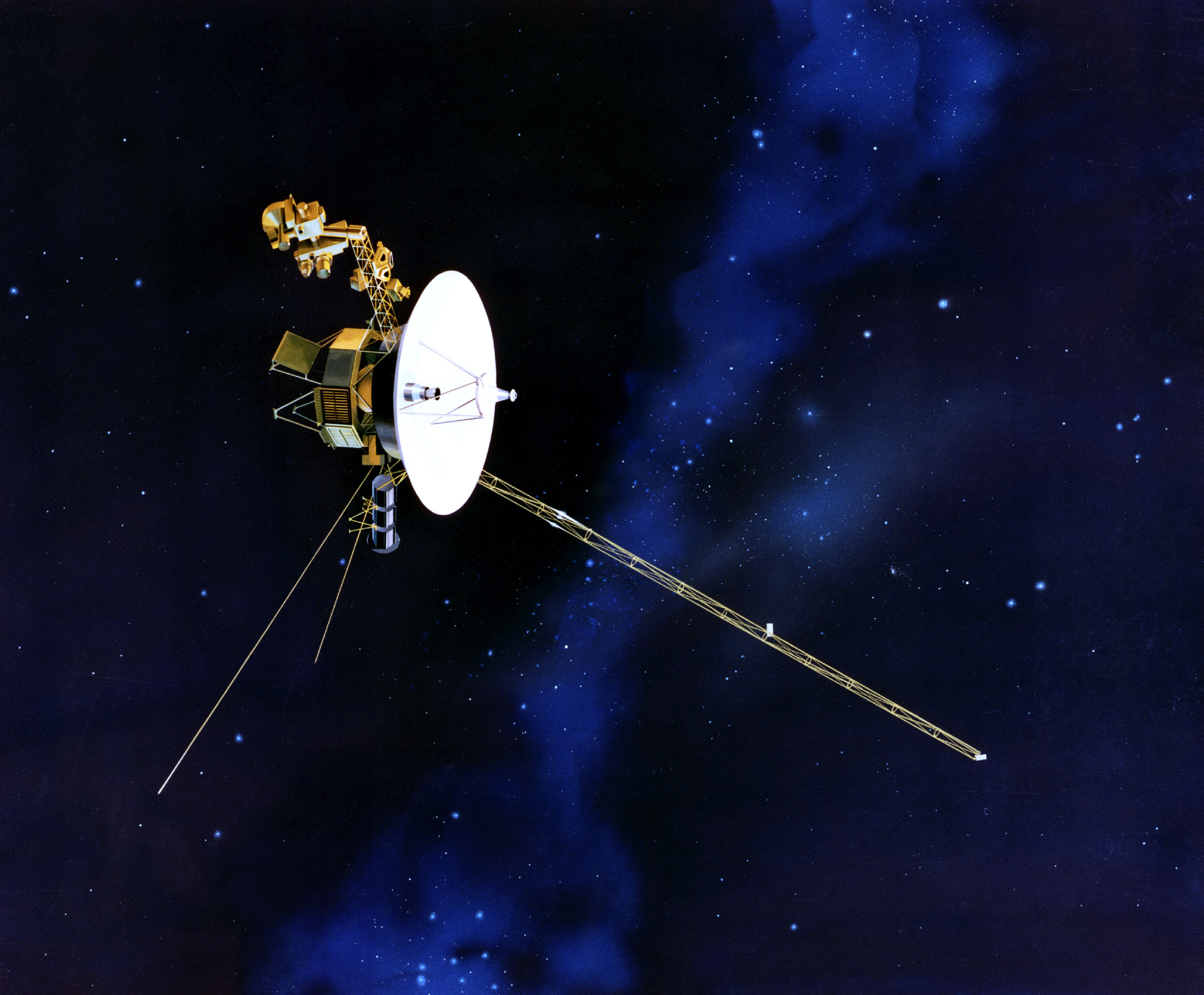
Artystyczna wizja sondy Voyager

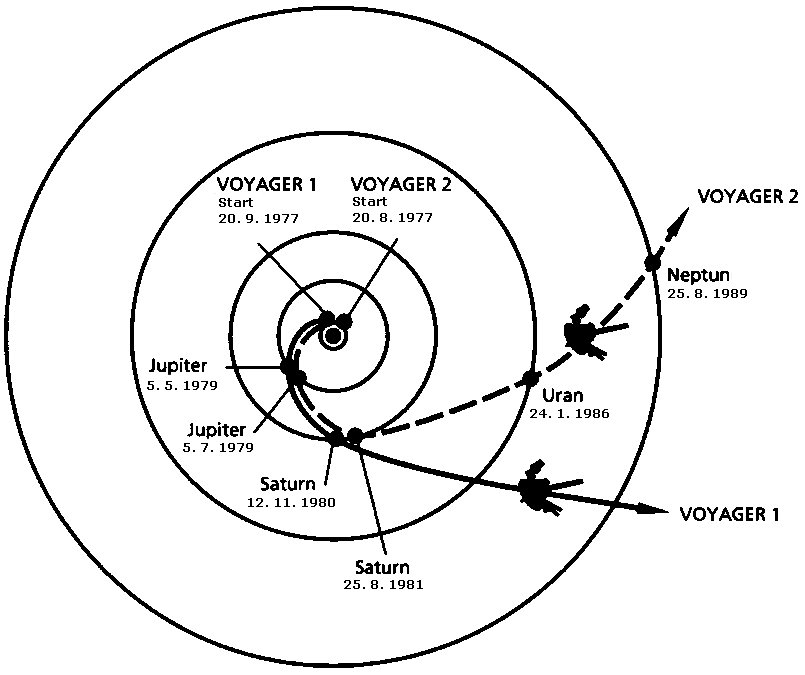
Trajektoria lotu sond Voyager

Program Voyager – bezzałogowy program badawczy, poświęcony badaniom planet-olbrzymów i zewnętrznej części heliosfery za pomocą dwóch bliźniaczych sond kosmicznych.
W 1965 roku Gary Flandro pracujący w Jet Propulsion Laboratory odkrył, że korzystna wzajemna konfiguracja planet zewnętrznych w drugiej połowie lat 70. XX wieku umożliwi odwiedzenie wszystkich gazowych olbrzymów: Jowisza, Saturna, Urana i Neptuna przez jeden próbnik. Inną możliwą trajektorią był lot do Jowisza, Saturna i Plutona. Dzięki wykorzystaniu manewrów asysty grawitacyjnej podczas mijania planet, czas przelotu do Neptuna lub Plutona zostałby przy tym skrócony o około 20 lat w stosunku do lotu bezpośredniego.
NASA początkowo planowała zrealizować projekt „Grand Tour” (Wielka Wyprawa), który przewidywał skonstruowanie czterech sond. Pierwsze dwie sondy wystrzelone w 1977 roku przeleciałyby kolejno obok Jowisza, Saturna i Plutona. Druga para sond wystrzelona w 1979 roku zbliżyłaby się do Jowisza, Urana i Neptuna. Jednak koszt takiej misji, wynoszący około miliarda dolarów, przerósł ówczesne możliwości NASA. Nie zaniechano jednak badania  zewnętrznych planet. Skromniejszy program zaczęto realizować w 1972 roku. Początkowo miał on być kontynuacją programu Mariner (loty 11 i 12, określane też jako program Mariner Jupiter/Saturn 1977). W marcu 1977 roku nazwę zmieniono na program Voyager. Celem misji miał być Jowisz i Saturn, jednak zachowano możliwość skierowania jednej z sond do wszystkich czterech planet olbrzymów. Sondy zostały zbudowane w  Jet Propulsion Laboratory w Pasadenie. Do każdej z nich został dołączony Voyager Golden Record, na którym zapisane są pozdrowienia wypowiadane w 55 językach, muzyka oraz dźwięki i obrazy przedstawiające różnorodność życia i kultury na Ziemi.
Sondy Voyager 1 i Voyager 2 wystrzelono w 1977 roku przy użyciu rakiet Titan 3E-Centaur. Pierwszymi celami były badania Jowisza (w 1979 roku) i Saturna (w latach 1980 i 1981). Voyager 2 przeleciał także obok Urana (w 1986 roku) i Neptuna (w 1989 roku), czego nie dokonała dotąd (stan na 2017 rok) żadna inna sonda. Obie sondy pozostają aktywne (stan na sierpień 2017). Voyager 2 bada obecnie najdalsze obszary heliosfery, natomiast Voyager 1 przekroczył w 2012 roku heliopauzę i przesyła dane z przestrzeni międzygwiezdnej.
Obie misje dostarczyły bardzo wielu informacji o planetach-olbrzymach Układu Słonecznego, ich księżycach i pierścieniach. W roku 1998 Voyager 1 pod względem oddalenia od Słońca wyprzedził sondę Pioneer 10 (zmierzającą w przeciwnym kierunku) i stał się najdalszym sztucznym obiektem w kosmosie. Voyager 1 przekroczył szok końcowy w grudniu 2004 roku, a Voyager 2 uczynił to w sierpniu 2007 roku. Obydwie sondy przemierzały płaszcz Układu Słonecznego, przesyłając pierwsze dane o tym obszarze. W sierpniu 2012 roku Voyager 1 opuścił heliosferę. Sondy kontynuują lot, pokonując dziennie prawie 1,5 miliona kilometrów.

## Kalendarium programu Voyager
| Data              | Wydarzenie                                                  |
| ----------------- | ----------------------------------------------------------- |
| 1 lipca 1972      | Początek realizacji programu Mariner Jupiter/Saturn 1977    |
| marzec 1977       | Zmiana nazwy programu na Voyager                            |
| 20 sierpnia 1977  | Start sondy Voyager 2                                       |
| 5 września 1977   | Start sondy Voyager 1                                       |
| 5 marca 1979      | Przelot Voyagera 1 obok Jowisza                             |
| 9 lipca 1979      | Przelot Voyagera 2 obok Jowisza                             |
| 12 listopada 1980 | Przelot Voyagera 1 obok Saturna                             |
| 26 sierpnia 1981  | Przelot Voyagera 2 obok Saturna                             |
| 24 stycznia 1986  | Przelot Voyagera 2 obok Urana                               |
| 25 sierpnia 1989  | Przelot Voyagera 2 obok Neptuna                             |
| 14 lutego 1990    | Voyager 1 wykonuje serię zdjęć ukazujących Słońce i planety |
| 16 grudnia 2004   | Voyager 1 przekracza szok końcowy heliosfery                |
| 30 sierpnia 2007  | Voyager 2 przekracza szok końcowy heliosfery                |
| 25 sierpnia 2012  | Voyager 1 przekracza heliopauzę                             |
| 5 listopada 2018  | Voyager 2 przekracza heliopauzę                             |

## Kierownictwo i koszty misji
Misje obydwu sond Voyager są prowadzone dla NASA przez Jet Propulsion Laboratory w Pasadenie. Stanowisko kierownika projektu Voyager (Project Manager) pełnili kolejno: H.M. “Bud” Schurmeier (1972-76), John
Casani (1976-77), Robert Parks (1978-79), Raymond Heacock (1979-81), Esker Davis (1981-82), Richard Laeser (1982-86),
Norman Haynes (1987-89), George Textor (1989-97), Ed Massey (1998-2010) i Suzanne Dodd (od 2010 roku).
Głównym naukowcem projektu (Project Scientist) jest od 1972 roku prof. Edward C. Stone z California Institute of Technology w Pasadenie. Zastępcą naukowca projektu podczas przelotów obok Jowisza był dr Arthur L. Lane, a podczas przelotów obok Saturna oraz Urana i Neptuna dr Ellis D. Miner.
Całkowite koszty misji obydwu sond Voyager, w tym koszty startu, do minięcia Neptuna, wyniosły 865 milionów USD. Koszty misji międzygwiezdnej, do września 2013 roku, wyniosły dalsze 123 mln USD.

## W kulturze
W Star Trek dowiadujemy się, że program nie zakończył się na dwóch sondach a trwał co najmniej do wysłania Voyagera 6. Sondę z tym numerem wystrzelono ponad 300 lat przed akcją filmu, która dzieje się w roku 2273.